# Gusten

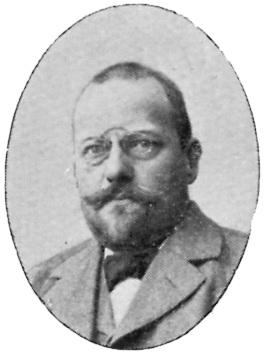
Gusten Lindberg

Gusten kommer av det fornsvenska Gudhsten. Gusten kan också vara ett smeknamn för Gustav och Gustava. Det äldsta belägget i Sverige är från år 1850.
Den 31 december 2014 fanns det totalt 611 män och 3 kvinnor folkbokförda i Sverige med namnet Gusten, varav 299 män och 2 kvinnor bar det som tilltalsnamn.
Namnsdag: saknas

## Personer med namnet Gusten
- Gusten Lindberg, svensk skulptör
- Gusten Törnqvist, svensk ishockeymålvakt
- Gusten Widerbäck, svensk konstnär

## Fiktiva personer med namnet Gusten
- Gusten Flod, en fiktiv person i romanen Hemsöborna
- Gusten Grodslukare, huvudperson i barnboken med samma namn, skriven av danske författaren Ole Lund Kirkegaard